# Hyphaeninae
Hyphaeninae es una subtribu de plantas de flores perteneciente a la subfamilia Coryphoideae dentro de la familia Arecaceae. Tiene los siguientes géneros.

## Géneros
- Bismarckia Hildebrandt & H. Wendl.
- Cucifera Delile = Hyphaene Gaertn.
- Doma Poir. = Hyphaene Gaertn.
- Douma Poir. = Hyphaene Gaertn.
- Hyphaene Gaertn.
- Medemia Württemb. ex H. Wendl.
- Satranala J. Dransf. & Beentje